# 安東尼·希德
安東尼·希德（Anthony Head，1954年2月20日—）是英格蘭的一位演員和音樂人。他因為出演一個雀巢咖啡的廣告而成名。此外它還出演過魔法少年梅林、小不列顛等電視劇。